# Cortesia
Cortesía es un género de plantas con flores perteneciente a la familia Boraginaceae. Comprende cuatro especies.
Está considerado un sinónimo del género Ehretia

## Especies seleccionadas
- Cortesía cuneata
- Cortesia cuneifolia
- Cortesia cuneiformis
- Cortesia microphylla